# Зиборово
Зиборово — деревня в Золотухинском районе Курской области России в составе Дмитриевского сельсовета. Расположена примерно в 24 километрах севернее Курска, высота центра селения над уровнем моря — 269 м. До 26 апреля 2010 года Зиборово было центром одноимённого сельсовета. На 2018 год в Зиборове числятся 2 улицы: Садовая и Серебряная.

## Население
| 2002 | 2010 |
| ---- | ---- |
| 193  | ↘156 |